# Байкало-Ленский заповедник
Байкало-Ленский государственный природный заповедник создан 5 декабря 1986 году.
Расположен в Иркутской области на северо-западном побережье Байкала, и вытянут вдоль западного побережья озера примерно на 120 км при средней ширине в 65 км.
Площадь заповедника - 659 919 га. Административно-научный центр заповедника находится в Иркутске. Климат заповедника в целом континентальный.
Заповедник находится в ведении Министерства природных ресурсов и экологии Российской Федерации.

## Флора и фауна
Флора заповедника насчитывает около 130 видов грибов, 920 видов сосудистых растений. На побережье Байкала сохранились фрагменты древних реликтовых степей, покрытая лесом площадь составляет 86 % от всей территории заповедника. На склонах Байкальского хребта отчетливо выражена высотная поясность растительности.
Фауна птиц заповедника насчитывает 235 видов, из них 146 гнездящихся.
В заповеднике обитает 52 вида млекопитающих.
Байкальская нерпа регулярно встречается у заповедного побережья Байкала.

## Галерея

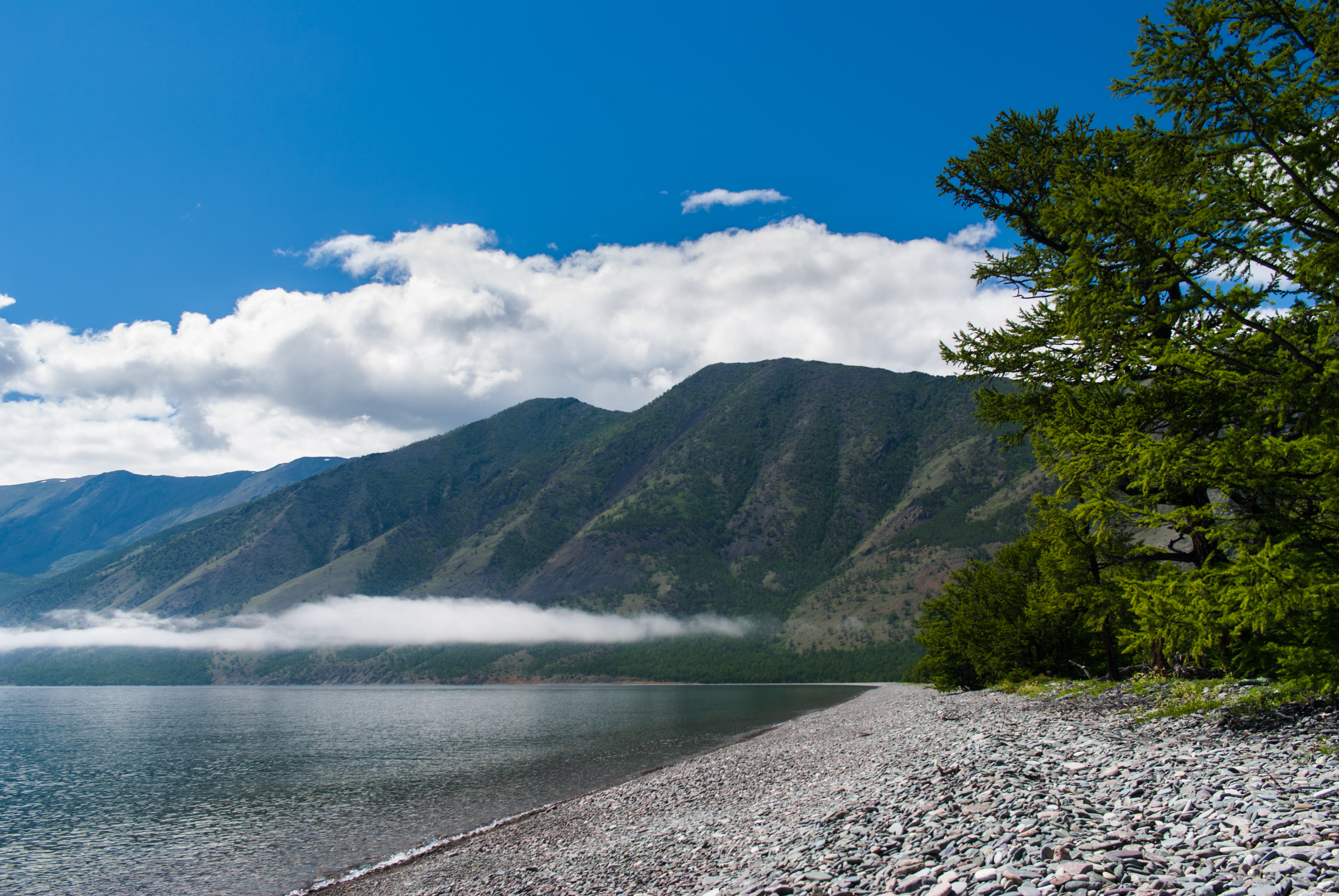
Побережье
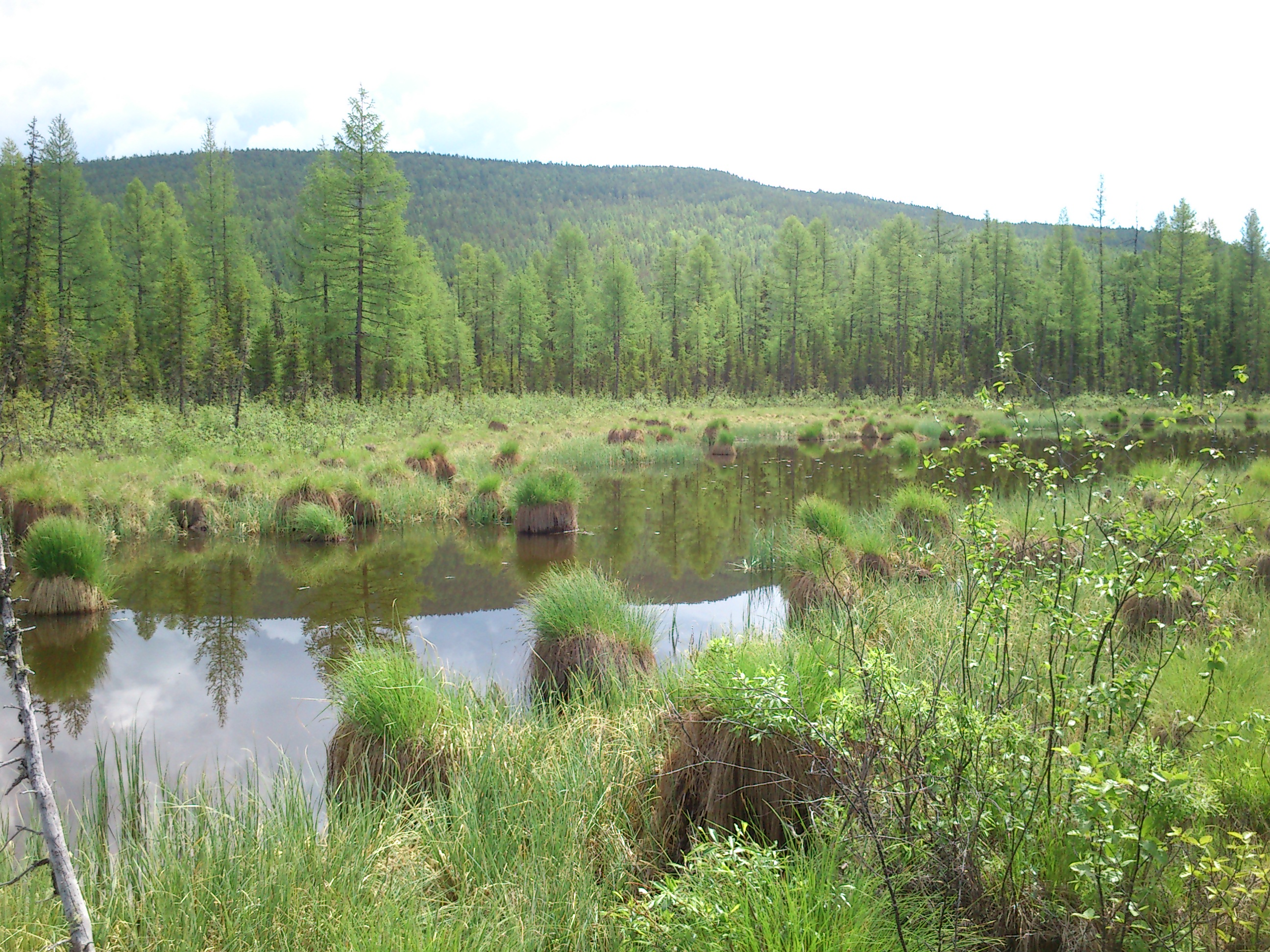
Болота
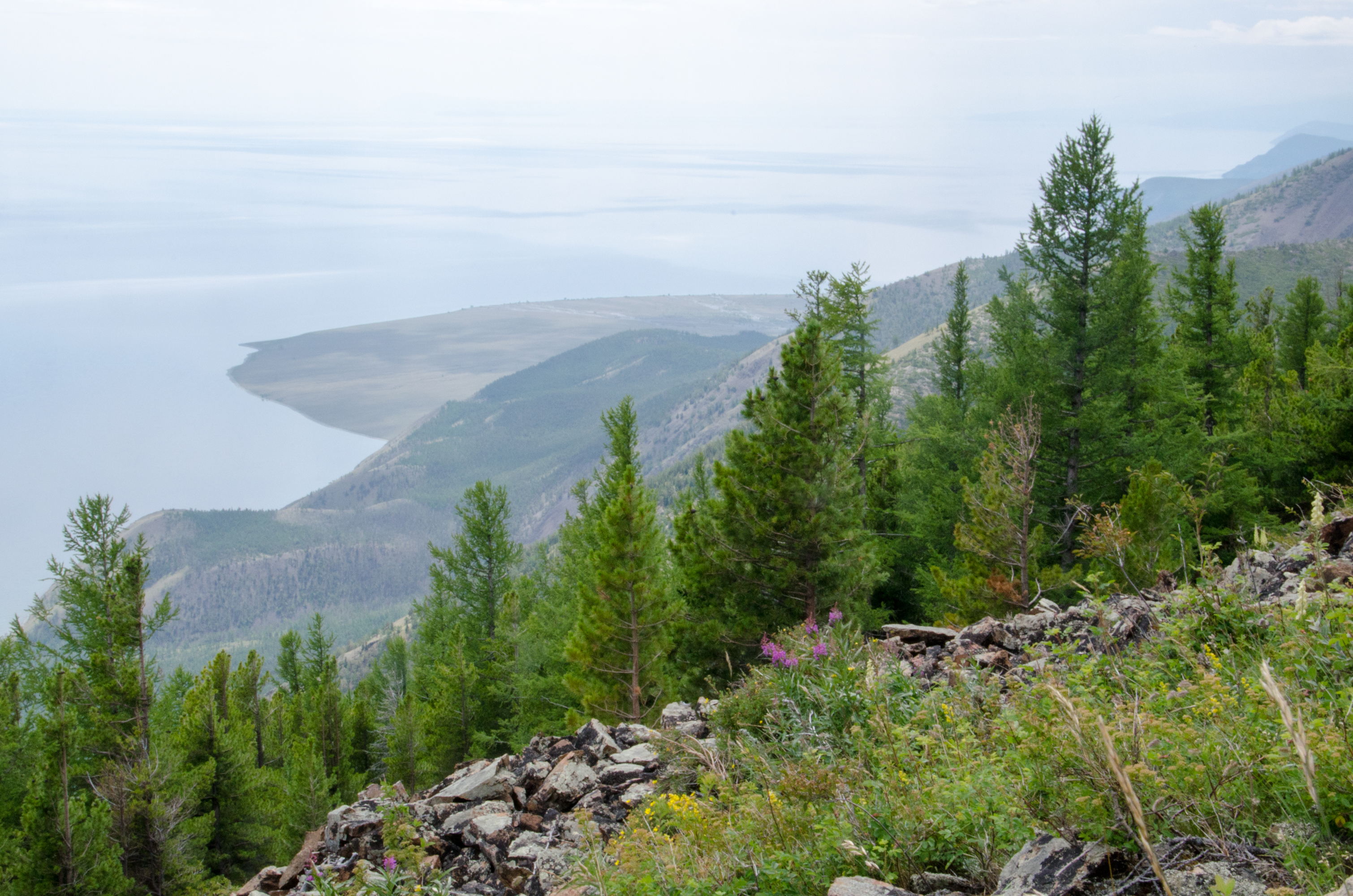
Мыс Рытый
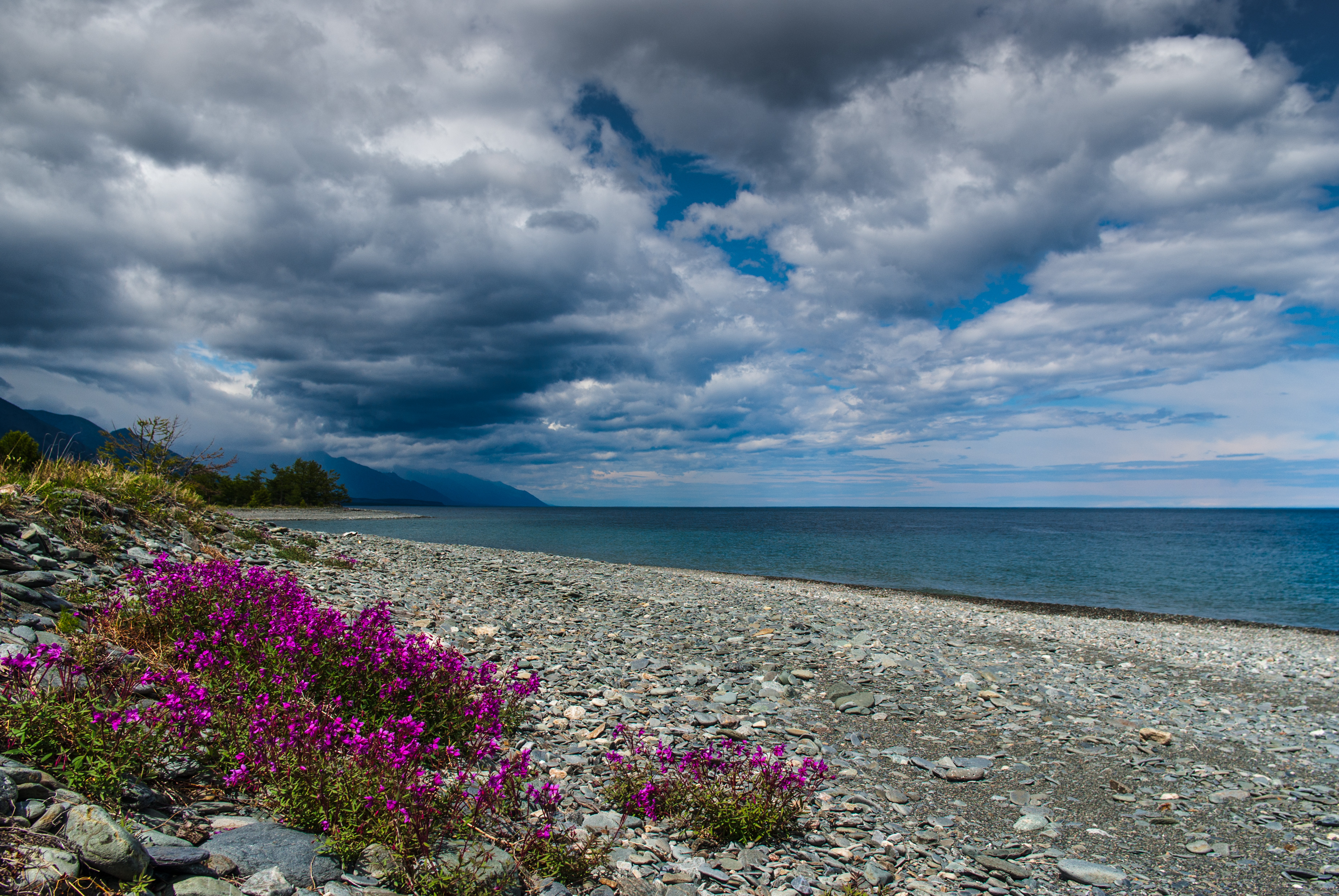
Цветущий берег
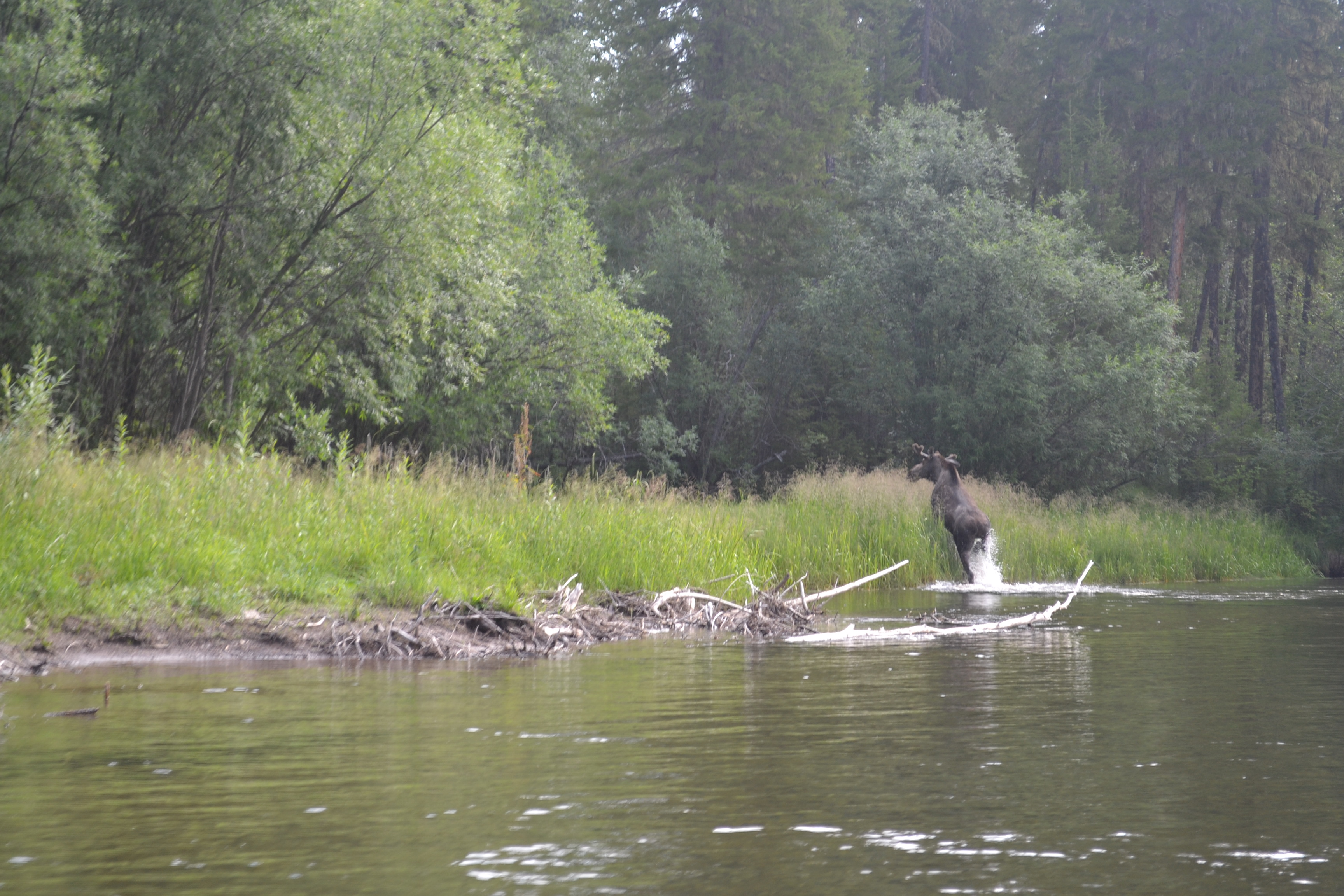
Лось
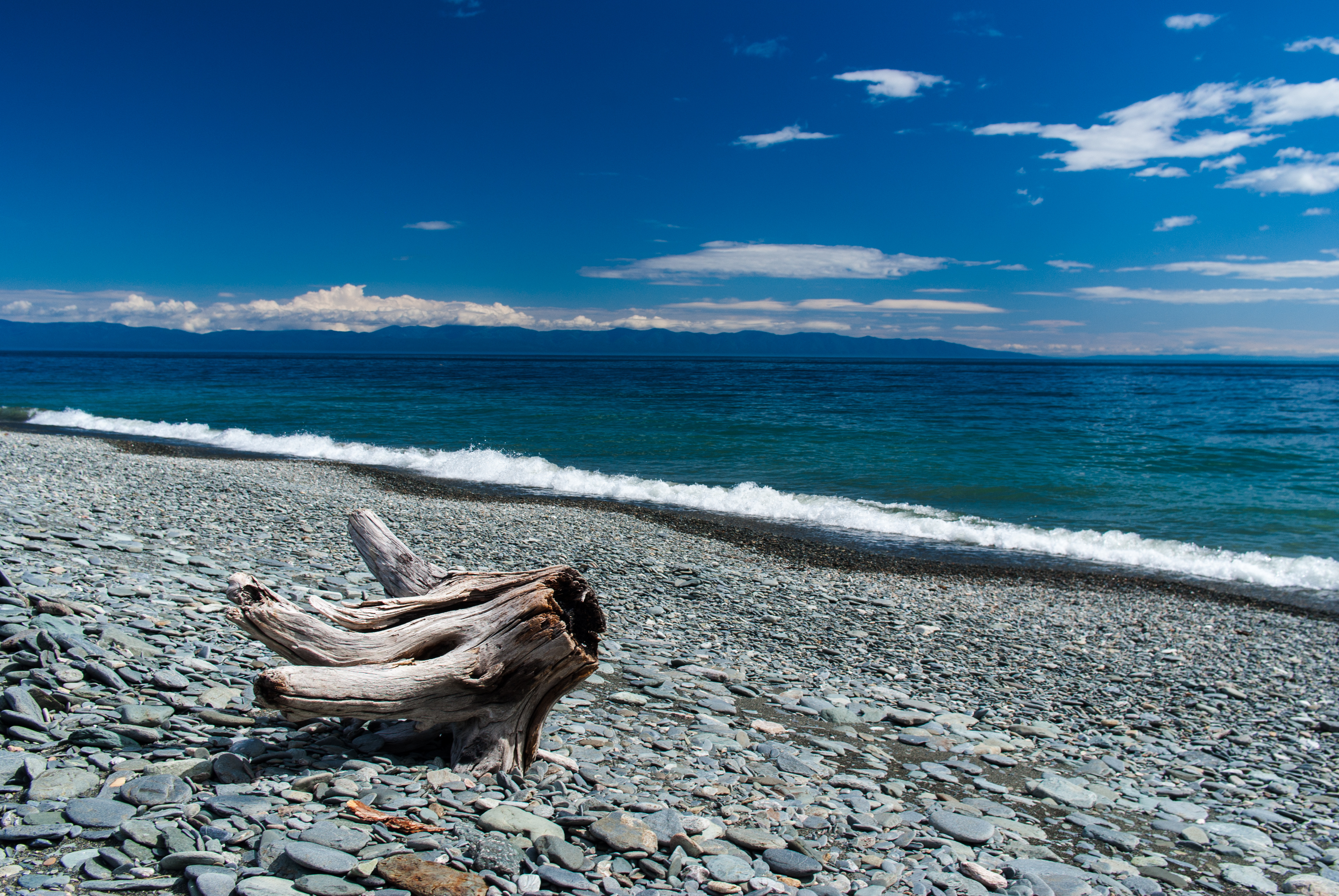
Байкальские волны
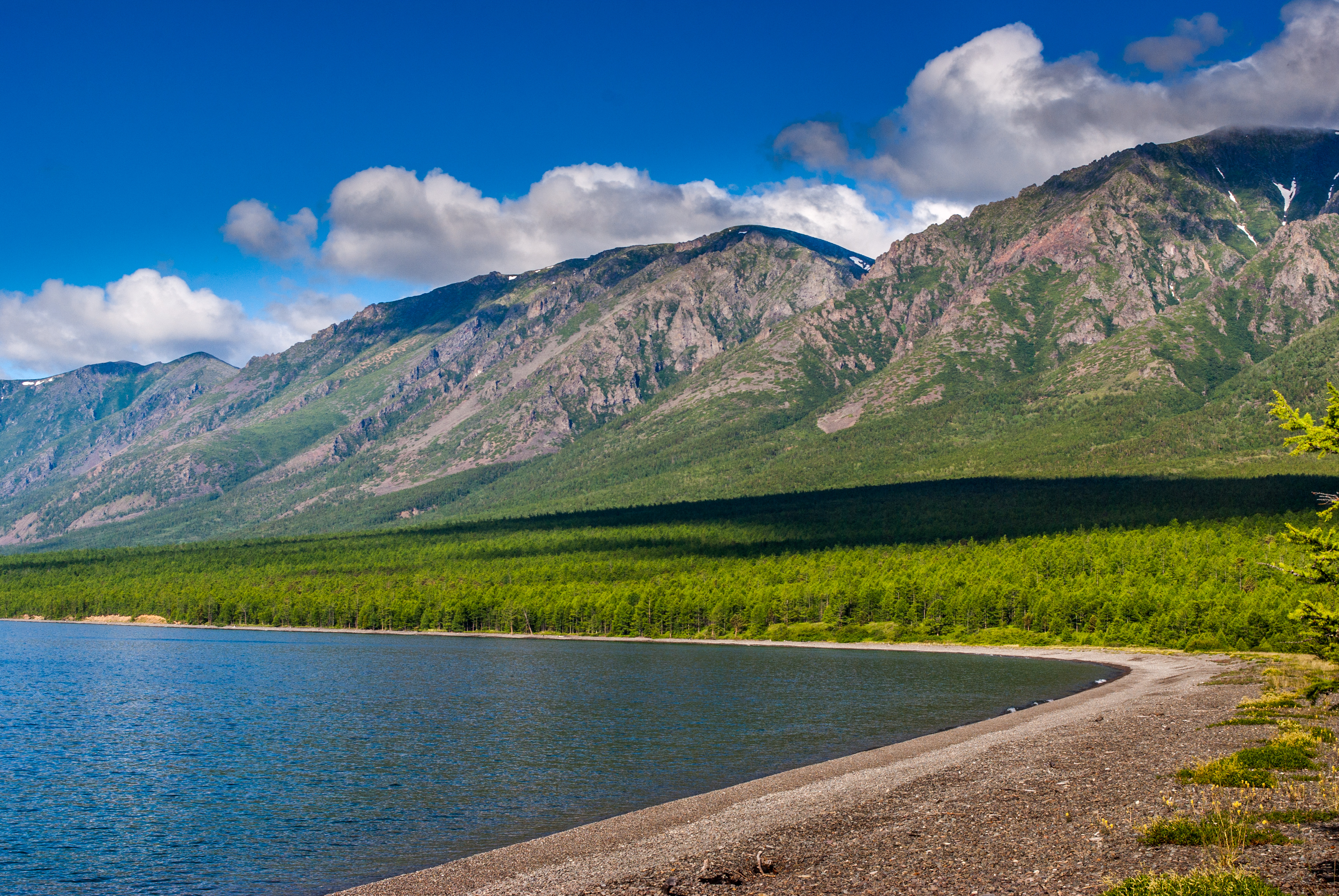
Лукоморье
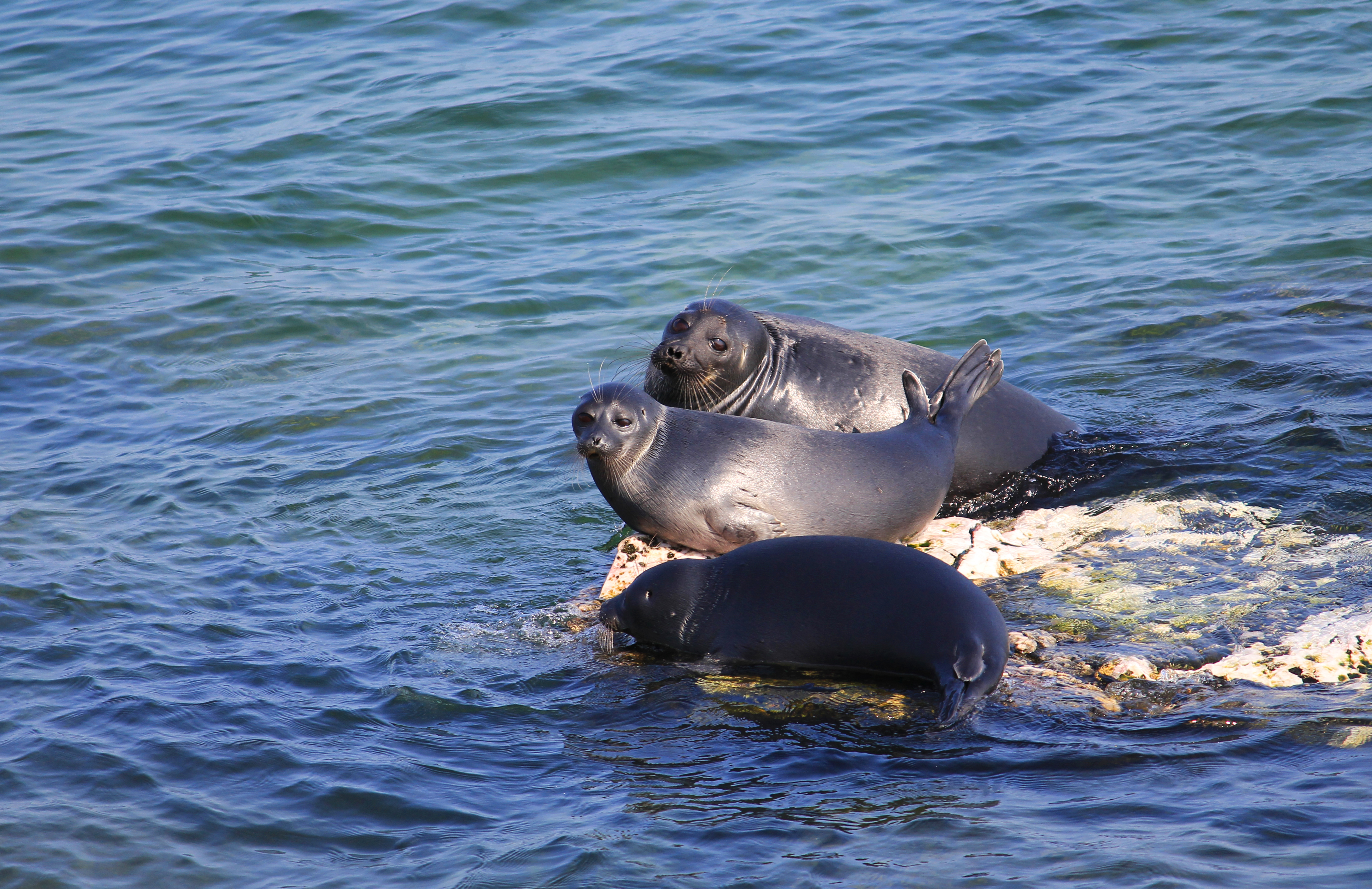
Байкальская нерпа